# TV Голубя
TV Голубя (лат. TV Columbae) — новоподобная, двойная катаклизмическая переменная звезда (NL+X), промежуточный поляр в созвездии Голубя на расстоянии приблизительно 1672 световых лет (около 513 парсек) от Солнца. Звёздная величина в диапазоне B звезды — от менее +14,5m до +13,6m. Орбитальный период — около 0,2286 суток (5,4864 часа).
TV Голубя — ярчайший промежуточный поляр в жёстком рентгеновском диапазоне*.
Открыта П. Чарльзом и др. в 1979 году**, Ч. Мотчем в 1981 году.

## Характеристики
Первый компонент — аккрецирующий белый карлик спектрального класса pec(e). Масса — около 0,75 солнечной. Эффективная температура — около 7841 K.